# 加盖福毛加
加盖福毛加（Gaga'ifomauga）是萨摩亚的一个政治区，位于薩瓦伊島。面积365平方公里，人口4,770人（2001年统计）。该区包含7个村。
加盖福毛加位於薩瓦伊島北部。
13°29′S 172°30′W / 13.48°S 172.5°W